# Lindome GIF
Lindome GIF är en fotbollsförening i Lindome och är belägen i Lindome, Mölndals kommun i västra Götaland. Klubben  bildades 1928 under namnet Lindome IF genom sammanslagning av Lindome JUF, Anderstorps IF och Stationens IF. År 1960 byttes namnet till Lindome GoIF (Lindome gymnastik och idrottsförening). Klubben har tidigare haft verksamhet inom många idrotter, bland annat bordtennis, boxning, bandy och simning. Klubben har spelat 4 säsonger i tredje och 4 säsonger i fjärde högsta divisionen.
Föreningen hade under 2011 drygt 950 medlemmar.
Damlaget spelade 2020 i Div. 3 då man klarade av en tredje placering i fyran som räckte för att gå upp[källa behövs].
Herrlaget spelar sedan år 2019 åter i Div 1 Södra.